# Klimaanomalie 536–550

Die Kälteanomalie 536–550 im Kontext der globalen Temperaturen seit Beginn der Zeitrechnung

Die Klimaanomalie 536–550 war eine Phase relativ niedriger Temperaturen und anderer klimatischer Abweichungen in weiten Teilen der Nordhemisphäre in der ausgehenden Spätantike. Sie begann mit schwacher Sonneneinstrahlung und einer markanten Abkühlung, der Wetteranomalie von 535/536, und dauerte bis Ende der 540er Jahre an. In einigen Regionen kam es zu Dürren. Ursache dieser Klimaanomalie waren wahrscheinlich mehrere vulkanische Eruptionen, deren erste in das Jahr 535 oder 536 datiert wird. Das Klimaereignis fällt in einen längeren Zeitraum eher wechselhaften oder kühlen Klimas vor allem in Europa und im Nordatlantikraum (→ Pessimum der Völkerwanderungszeit), und markiert den Anfang eines Late Antique Little Ice Age (kleine Eiszeit der Spätantike) genannten Periode von 536–660.

## Zeitgenössische Berichte
Im Jahr 1983 veröffentlichten Richard Stothers und Michael Rampino, zwei Wissenschaftler am Goddard Institut für Weltraumforschung der NASA, eine Zusammenfassung antiker Vulkanausbrüche, die in historischen Quellen des Mittelmeerraumes dokumentiert sind. In ihrer Liste war auch ein anhaltender Staubschleier oder trockener Nebel aufgeführt, von dem antike Autoren berichten und der in den Jahren 536–537 aufgetreten sein muss:
Die Geschichtsschreiber Prokopios, Michael der Syrer und Flavius Cassiodorus berichten für das Jahr 536 von niedrigen Temperaturen mit Schnee im Sommer sowie von Missernten. Selbst mittags habe die Sonne nur einen matten Schatten geworfen und die Umstände, die gewöhnlich eine Sonnenfinsternis begleiten, hätten fast ein Jahr angehalten.

„Die Sonne, ohne Strahlkraft, leuchtete das ganze Jahr hindurch nur wie der Mond und machte den Eindruck, als ob sie fast ganz verfinstert sei. Außerdem war ihr Licht nicht rein und so wie gewöhnlich. Seitdem aber das Zeichen zu sehen war, hörte weder Krieg noch Seuche noch sonst ein Übel auf, das den Menschen den Tod bringt.“

Der oströmische Beamte Johannes Lydos schrieb aus Konstantinopel, dass die Sonne fast ein Jahr lang verdunkelt gewesen und die Ernte vernichtet worden sei. Bischof Zacharias von Mytilene, der 536 an einer Synode in Konstantinopel teilnahm, berichtet, dass Sonne und Mond vom März 536 bis Juni 537 verdunkelt waren, von stürmischem Meer und harten Wintern. Auch in zeitgenössischen chinesischen Quellen – chinesischen Astronomen gelang es 536 nicht, den Canopus, zweithellster Stern am Nachthimmel, zu beobachten – und indonesischen Quellen ist von ungewöhnlichen atmosphärischen Ereignissen die Rede, sodass es sich offenbar um ein globales Phänomen handelte.
Da eine echte Sonnenfinsternis nie länger als einige Minuten dauern kann, muss Prokop in seinem Vergleich eine Verfinsterung der Sonne gemeint haben, die andere Ursachen hatte. Als wahrscheinlichste Ursache für eine monate- oder jahrelange Abschwächung des Sonnenlichts gelten Staubpartikel oder Aerosole, die entweder durch Vulkanismus oder den Einschlag eines kleineren Himmelskörpers auf die Erde in die obere Atmosphäre gelangten.
Mit zwei populärwissenschaftlichen Büchern, die 1999 veröffentlicht wurden, wurden größere Kreise auf die antiken Berichte aufmerksam.
Einer neueren These zufolge könnte der vor oder um 800 errichtete Runenstein von Rök an eine mythische Schlacht zwischen Wärme und Kälte oder Leben und Tod neun Generationen vor dieser Zeit erinnern, in der der Fenriswolf die Sonne verschlingt, die anschließend neu geboren wird. Ein solches Ereignis könnte die Wetteranomalie von 535/536 mit ihrer extremen Kälte (ein sog. fimbulvetr, Fimbulwinter) gewesen sein. Durch die Extremkälte und Missernten kam damals etwa die Hälfte der Einwohner Skandinaviens ums Leben. Auch die Region um Rök war betroffen. Dort verwandelten sich fruchtbare Ackerflächen wieder in Wald. Die Errichtung des Runensteins um 800 könnte dann in einem zeitlichen Zusammenhang mit ungewöhnlicher Himmelsröte infolge eines Magnetsturms oder Gammastrahlenausbruchs 775 oder der Sonnenfinsternis 810 gestanden haben.

## Wissenschaftliche Nachweise
Eine Analyse von Baumringen durch den Dendrochronologen Mike Baillie von der Queen’s University Belfast zeigt ein abnormal geringes Wachstum der Irischen Eiche für 536 und – nach einer nicht vollständigen Erholung – einen weiteren starken Rückgang im Jahre 542. Ähnliche Muster sind auch durch Jahresringe verschiedener Baumarten in Schweden, Finnland und Kaliforniens Sierra Nevada sowie bei der Alerce im Süden von Chile bekannt. In einem 2015 vorgenommenen Vergleich von Kälteereignissen der letzten 1500 Jahre auf der Nordhalbkugel anhand von Baumringdaten folgte auf die Eruption 535/536 eine Kälteanomalie von um die −1,4 °C, die zweitgrößte in der Rekonstruktion. In Europa fielen die Sommertemperaturen 536 und 541 gegenüber dem vorhergehenden 30-Jahreszeitraum um 1,5–2,7 °C kälter aus; die Sommer der Dekade 536–545 waren im Mittel möglicherweise die kältesten der letzten 1500 Jahre.
Eine Analyse paläoklimatologischer globaler Rekonstruktionen, die 50-Jahres-Zeiträume betrachtet, zeigt in vielen, aber nicht allen Regionen um die Mitte der 550er Jahre kühlere Temperaturen als im Mittel der letzten zweitausend Jahre. Insgesamt war wahrscheinlich mehr als die Hälfte der Erdoberfläche betroffen.
An subfossilen Resten nordskandinavischer Waldkiefern, deren Wachstum wahrscheinlich nicht durch Feuchtigkeitsmangel oder Temperaturen limitiert war, wurde anhand von Untersuchungen des δ13C-Isotopenverhältnisses die sommerliche Sonneneinstrahlung im 6. Jahrhundert rekonstruiert. Die Rekonstruktion deutet auf eine starke Trübung der Atmosphäre und, mit −50 W/m², erheblich reduzierte Einstrahlung in den Jahren 536 und 541–544 hin.
2016 schlug eine interdisziplinäre Gruppe um den Klimahistoriker Ulf Büntgen vor, die 536 einsetzende Kälteperiode, die in Teilen der Nordhemisphäre infolge von Ozean- und Meereis-Rückkopplungen bis in die Mitte des 7. Jahrhunderts angedauert habe, als Late Antique Little Ice Age (LALIA) zu bezeichnen.

## Mögliche Ursachen
Die Klimaanomalie ab 536 wurde wahrscheinlich durch Sulfataerosole, Asche- und Staubmengen hervorgerufen, die die Atmosphäre trübten und die Sonneneinstrahlung verminderten. Mit einiger Sicherheit stammten diese Schwebstoffe aus zwei Vulkanausbrüchen, wobei verschiedene Thesen bestehen, welche Ereignisse den vulkanischen Winter herbeiführten. Auch andere Vulkaneruptionen und ein Impaktwinter nach Einschlag eines Kometen wurden als mögliche Ursache diskutiert.
Zeitgenössische Berichte, die auf die tatsächliche Ursache verweisen, sind nicht bekannt. Es ist daher zu vermuten, dass das auslösende Ereignis in einer von den eurasischen und afrikanischen Schriftkulturen der damaligen Zeit abgelegenen, jedoch vor dem Ereignis nicht zwangsläufig unbewohnten Region der Welt stattgefunden hat, und daher nicht in die überlieferten Aufzeichnungen dieser Zeit einfloss.

### Vulkanausbrüche

Vulkanischer Strahlungsantrieb der letzten 2500 Jahre. Die Eruptionen 536 und 540 gelten mittlerweile als wahrscheinliche Ursache der Wetteranomalie ab 535/536.

Schon 1857 deutete der Philologe Valentin Seibel den Staubschleier, von dem Prokop berichtet hatte, als eine durch Vulkaneruptionen verursachte atmosphärische Trübung. Stothers und Rampinos Arbeiten, die Anfang der 1980er Jahre die moderne Erforschung der Klimaanomalie begründeten, sahen in den antiken Berichten und in säurehaltigen Schichten arktischer Eisbohrkerne Belege für eine vulkanische Ursache. Ende der 2000er Jahre durchgeführte Analysen von Eisbohrkernen der Antarktis belegen Sulfat-Maxima bei 542, was „recht gut zum Maximum bei 536 n. Chr. in Grönland“ passt und für einen gewaltigen Vulkanausbruch in Äquatornähe spricht. Im Jahr 2015 gelang eine genaue Synchronisierung der Eisbohrkerne – die anhand der Sulfat-Konzentrationen Vulkaneruptionen anzeigen – mit Baumringarchiven, die für Temperaturrekonstruktionen verwendet werden. Auch eine Rekonstruktion des Strahlungsantriebs der Vulkaneruptionen wurde möglich. Die Autoren der Arbeit kamen zu dem Schluss, dass die Kälteanomalie hauptsächlich durch zwei Vulkanausbrüche verursacht worden sein muss, einem in hohen Breiten der Nordhemisphäre und, vier Jahre später, einem in den Tropen.

#### Nordhemisphärische Eruption 536
In einem Eisbohrkern, der in den Schweizer Alpen am Colle Gnifetti gewonnen wurde, fand eine Gruppe von Wissenschaftlern Spuren rhyolithischer Tephra und vulkanischen Glases, die auf einen isländischen Vulkan als wahrscheinlichste Quelle hindeuten. Diese im Gletschereis verzeichnete Eruption passt zu der des Jahres 536. Der Vulkanologe Michael Sigl vermutet dagegen, dass die Eruption des Jahres 536 sich in Nordamerika ereignete.

#### Tavurvur (Papua-Neuguinea) oder Krakatau (Indonesien)
Bereits 1984 führte der Astronom und Klimaforscher Richard Stothers (1939–2011) die Klimaveränderung von 536 auf einen Ausbruch des Vulkans Tavurvur bei Rabaul in Papua-Neuguinea zurück.
1999 schlug der Wissenschaftsjournalist David Keys, gestützt durch die Arbeit des amerikanischen Vulkanologen Ken Wohletz, vor, dass die Klimastörungen durch den Ausbruch des zwischen Sumatra und Java liegenden Vulkans Proto-Krakatau, eines Vorläufers des heutigen Krakatau, verursacht worden sein könnten. Nach einer umstrittenen Theorie könnte „der Krakatau vor 535 ein hoher Berg (ca. 2000 m)“ gewesen sein, der „bei einem Super-Ausbruch weitgehend im Meer verschwand“ und Sumatra und Java voneinander trennte, deren gemeinsamer Teil er vorher gewesen war.
Geochemische, vulkanologische und auf der Radiokarbonmethode basierende Indizien sprechen jedoch klar gegen einen Proto-Krakatau oder den Tavurvur als Auslöser.

#### Ilopango (El Salvador)
Der Vulkanologe Robert Dull veröffentlichte 2001 Forschungsergebnisse, nach denen er den letzten gewaltigen Ausbruch, die Tierra Blanca Joven-Eruption, des Ilopango in El Salvador mit Hilfe der Radiokarbonmethode auf eine Zeit zwischen 408 und 536 n. Chr. datieren konnte. Aufgrund der zeitlichen und geographischen Lage sowie der Größe dieses Ausbruchs hielt er ihn als Verursacher der Wetteranomalie von 535/536 für wahrscheinlich.
Eine Simulation aus dem Jahr 2016 stellte die Wirkung zweier Vulkanausbrüche der vermuteten Stärke in den Jahren 536 und 540 nach. Die simulierten Klimawirkungen stimmten sehr gut mit der Annahme einer Eruption des Ilopango als zweitem vulkanischem Ereignis im Jahr 540 überein.
Im Jahr 2019 gelang es, anhand dreier in den Pyroklasten des Ilopangos gefundener Baumstämme den Zeitraum der Eruption auf 500–540 einzugrenzen. Die Magnitude von 7,0 und ein Schwefelausstoß von 9–90 Millionen Tonnen machen die Eruption wahrscheinlich zur größten der letzten 84.000 Jahre in Zentralamerika. In diesem Zeitraum findet sich in grönländischen und antarktischen Eisbohrkernen nur im Jahr 540 das Signal einer tropischen Eruption. Damit ist, so Dull und Co-Autoren, zwingend belegt, dass die zweite, tropische Eruption, die die Klimaanomalie um 540 verursachte, die des Ilopango war.

### Kosmische Kleinkörper
Verglichen mit dem Tunguska-Ereignis von 1908 müsste ein auslösender Asteroid oder Komet für die Klimaveränderungen ab 536 ein Vielfaches an Größe gehabt haben. Die Größe des Asteroiden müsste etwa 500 Meter betragen haben, und er müsste in einer Höhe von 20 Kilometer explodiert sein.
Der Dendrochronologe Mike Baillie, der in Baumringreihen aus Irland, Europa und Nordamerika vermindertes Wachstum um 536 und 540 identifiziert hatte, vermutete 1999, dass ein Komet oder anderer kosmischer Kleinkörper Auslöser der Klimaanomalie gewesen war. Mit der genaueren Datierung neuer Baumringreihen und Schichten mit vulkanischen Sulfaten aus Eisbohrkernen distanzierte sich Baillie von dieser Erklärung.
Andere Forschungsarbeiten seit den 2000er Jahren führten die Klimaveränderungen auf den möglichen Einschlag mehrerer Kometenfragmente oder die Kombination eines Vulkanausbruchs und eines Meteoriten zurück. Die Theorie vom Einschlag kosmischer Kleinkörper wird durch Funde von winzigen Kügelchen im grönländischen Eis gestützt, die aus Kondensaten verdampften Felsmaterials (Spherulen) bestehen. Als mögliche Einschlagorte werden der 2006 von Forschern der Holocene Impact Working Group entdeckte Doppelkrater im Golf von Carpentaria vor Australien sowie ein kleinerer in der Nordsee vor Norwegen angesehen. Der Impakt eines Kleinkörpers als Hauptursache der Klimaanomalie galt Ende der 2010er Jahre als wenig wahrscheinlich.

## Mögliche Folgen
Die bis 550 überwiegend sehr kalten Jahre verursachten in nördlichen und hochgelegenen Regionen sehr wahrscheinlich Missernten. Zudem könnte, auch im Mittelmeerraum, in dem das Pflanzenwachstum nicht in dem gleichen Maß durch Temperaturen limitiert ist, die verringerte Sonneneinstrahlung selbst die Photosyntheseleistung der Pflanzen vermindert haben.
Zahlreiche Parallelen zu einschneidenden geschichtlichen Ereignissen der nachfolgenden Jahrzehnte wurden gezogen und Hypothesen über kausale Zusammenhänge aufgestellt. Der US-amerikanische Anthropologe Peter N. Peregrine untersuchte 2020 systematisch, ob es in der Zeit besonders häufig zu Krisen gekommen war. Er betrachtete anhand der Klimaepisode als naturalistischem Quasi-Experiment den Zusammenhang zwischen dem Ereignis bzw. dem Ausmaß der Kälteanomalie 536–546 und sozialen Verwerfungen in 20 Gesellschaften in Mittel- und Nordamerika, Europa, Nordafrika und Asien. Dazu verwendete er einen Index sozialer Änderung (Social Change Index), der Aussagen über Änderungen von demografischer Entwicklung, Migration, Hungersnöten und Krankheiten, Konflikten und gesellschaftlicher Ordnung quantifiziert. Er fand eine signifikante Abweichung in der Rate sozialer Änderungen gegenüber den Dekaden vor dem Klimaereignis, sie korrelierte aber nicht regional mit dem Ausmaß der Abkühlung. Peregrine interpretierte solche regionale Abweichungen als Indiz für die geringere Vulnerabilität mancher Gesellschaften.
So gibt es beispielsweise Überlegungen, dass die Bewegung von als Awaren bezeichneten Verbänden in den 550er Jahren vom nördlichen Schwarzmeerraum in Richtung des oströmischen Reiches, die oft auf den Druck von Kök-Türken zurückgeführt wird, auch im Zusammenhang mit Dürren der vorausgehenden Jahre stehen könnte. Italien wurde durch die Gotenkriege (535–552/562) verwüstet. Die Hungersnot während der Belagerung Roms 537/538, unter der auch die angreifenden Ostgoten litten, die im März 537 schließlich erfolglos abziehen mussten, wurde vielleicht durch das Klimaereignis mitverursacht, jedoch wurden die gotischen Truppen auch durch hunnische Verbände bei ihrer Versorgung gestört. Es waren oft eher die Verheerungen durch Kriegszüge, die Hungersnöte der Zeit auslösten. Der Klimaumschwung reihte sich ein in eine aus Sicht der oströmischen Bevölkerung wohl beispiellose Folge von Katastrophen im 6. Jh., von zahlreichen Erdbeben und Kriegen, überschattet noch von der Pest. Die Geschehnisse lösten eine tiefe Verunsicherung und Endzeitängste aus.
In den Jahren 541 bis 544 brach in der Mittelmeerwelt erstmals die Justinianische Pest aus. Manche Forscher vertreten die These, dass die plötzliche Witterungsänderung Nagetiere, die Reservoirwirte des Pesterregers sind, gestört und in Kontakt mit anderen Nagetieren und Menschen gebracht hatte, die dann den Erreger weiterverbreiteten. Das kühlere Klima könnte auch die Ausbreitung des Pesterregers, vielleicht aus Ostasien (auch wenn keine sicheren Kenntnisse über Pestausbrüche vorliegen), über das Mittelmeer nach Europa ermöglicht haben, wo er auf eine durch Nahrungs- und möglicherweise auch Vitamin-D-Mangel geschwächte Bevölkerung traf.
Die Annalen von Ulster berichten von Ernteausfällen im Jahr 536.
Der Niedergang von Teotihuacán, Mitte des 1. Jtsd. bedeutendes Zentrum in Mesoamerika und eine der größten Städte der Welt, wird mit der Klimaanomalie in Verbindung gebracht. Laut dem amerikanischen Archäologen Payson Sheets könnten Kälte- und Dürrejahre in der semi-ariden und normalerweise gerade unterhalb der Frostgrenze gelegenen Region um Teotihuacán zu Ernteausfällen geführt haben, zumal die angebauten Feldfrüchte nicht frosthart waren. Jüngere Untersuchungen datieren das Niederbrennen des kulturellen Zentrums der Stadt in die Mitte des 6. Jahrhunderts, möglicherweise war es zu einer Agrar- und Glaubenskrise und zu Revolten gekommen. Zudem hätte die Eruption des Ilopango 539 wahrscheinlich auch durch ihre direkten Folgen in Teilen Mittelamerikas zu gesellschaftlichen Umwälzungen geführt – weite Regionen des heutigen El Salvador und südwestlichen Guatemala wurden unter einer Ascheschicht begraben und es kam dort zu einem demografischen Einbruch.

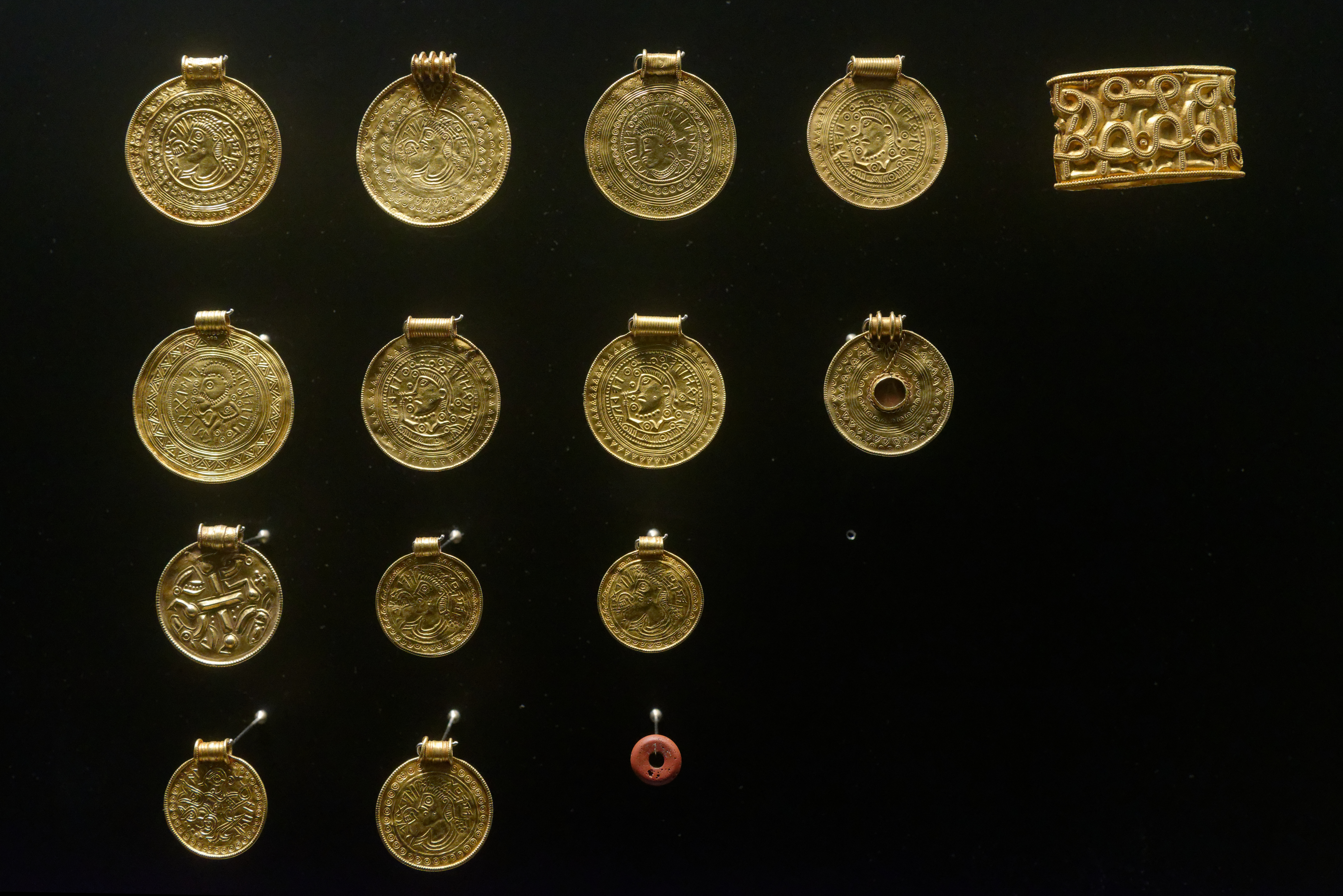
Brakteaten aus dem Hortfund in Darum, westliches Jütland, 6. Jh.

Klimasimulationen legen besonders starke Ernteeinbußen in Skandinavien und dem Baltikum nahe. In Skandinavien wurden im 6. Jh. viele Siedlungen aufgegeben, in manchen Regionen 75 % und mehr, auf Öland wurden anscheinend sämtliche der aus der Zeit bislang entdeckten 1300 Häuser verlassen. Die Bevölkerungszahl könnte sich in etwa halbiert haben. Die Klimaanomalie liegt am Übergang zur schwedischen Vendelzeit. Der dänische Archäologe Morten Axboe sieht einen Zusammenhang zwischen der Häufung von Hortfunden, die in die erste Hälfte des 6. Jahrhunderts datiert werden, und der Klimaepisode ab 536. Häufig waren in den Horten Goldbrakteaten enthalten, dünne, einseitig geprägte Plättchen, die wahrscheinlich als mächtige Schutzamulette dienten. Es wurden, meint Axbo, besonders kostbare Gegenstände geopfert, um die verdunkelte und schwache Sonne wieder hell erstrahlen zu lassen. Zudem könnten die Horte auch in einer Zeit von Unruhe und Wirren angelegt worden sein, die Menschen dazu brachten, Haus und Hof zu verlassen und ihr kostbares Eigentum bis zur erhofften Rückkehr zu verbergen. Manche Autoren vermuten, dass das Kälteereignis im Fimbulwinter der nordischen Ragnarök-Sage verarbeitet wurde. Auch zu Schilderungen einer fünf Jahre währenden Verfinsterung in der finnischen Kalevala wurden Parallelen gezogen.
Die sozialen Wirkungen waren jedoch uneinheitlich und abhängig von der Verwundbarkeit der betroffenen Regionen. So scheint die Kälteanomalie kaum einen Einfluss auf die eher von marinen Ressourcen abhängigen Siedlungen in Nordnorwegen gehabt zu haben. In der südlichen Levante gab es wahrscheinlich mehr Regen. Auf der arabischen Halbinsel könnten ungewöhnlich starke Niederschläge die landwirtschaftlichen Erträge vermehrt und damit vielleicht den Aufstieg des Islam gefördert haben. Die arabische Halbinsel blieb wohl von der Pest verschont. Nach Einschätzung des Islamwissenschaftlers Lutz Berger war es eher dieser Umstand, der das Kräftegleichgewicht zugunsten der Araber verschob, während sich die Byzantiner und Sassaniden vorher durch ständige Kriegsführung geschwächt hatten und finanziell ausgeblutet waren. Er warnt davor, klimatischen Faktoren eine übergroße Rolle zuzuschreiben. Die weitreichenden Hypothesen in David Keys’ Catastrophe (2000), die das Ende der Antike und die Auswanderung der Araber vor allem mit dem Klimaereignis erklären, werden von der Fachwelt weitgehend abgelehnt.